# 阿诺尔特·德·里斯勒
阿诺尔特·德·里斯勒（法語：Arnoult de Lisle；1556年—）是一位16和17世纪的法国医生、阿拉伯学家，以及外交家。
1586年，當他仍是一位年轻医生时，阿诺尔特·德·里斯勒与研究阿维森纳的专家的女儿，路易斯·杜瑞特成婚。

## 摩洛哥时期（1588-98）

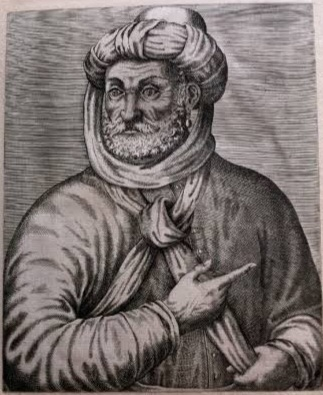
阿诺尔特·德·里斯勒是艾哈迈德·曼苏尔（图中人物）的医生。

1587年，31岁的阿诺尔特·德·里斯勒于法兰西公学院被法王亨利三世任命为第一位阿拉伯学教授，该職位是特別為他设立的。同时，阿诺尔特·德·里斯勒获得了“皇家阿拉伯语讲师与教授”的头衔。

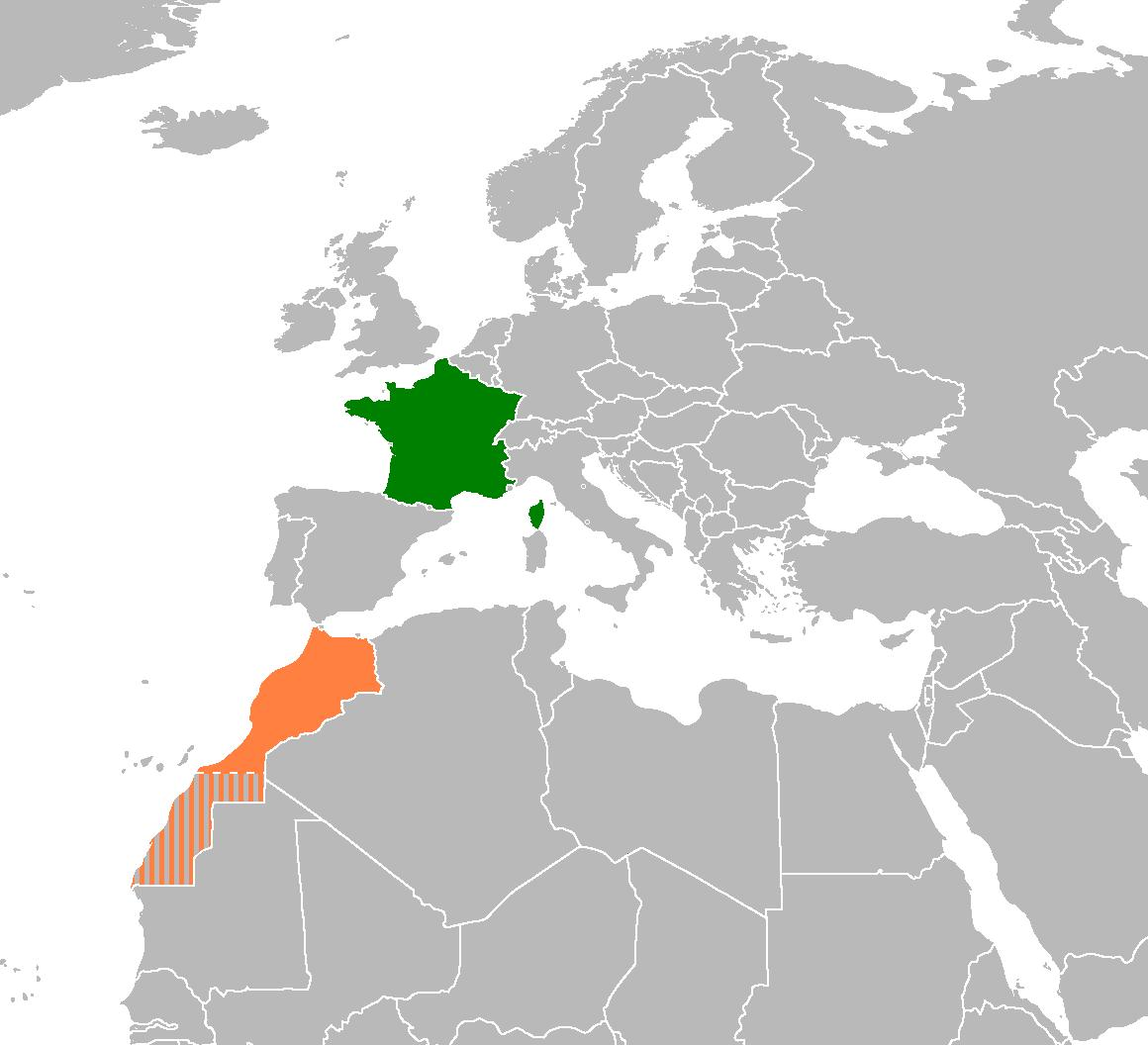
阿诺尔特·德·里斯勒是最早促进法摩关系的人物之一。

然而，在法王亨利三世的鼓动下，阿诺尔特·德·里斯勒不久后便被派往摩洛哥，并於1588年至1598年擔任摩洛哥苏丹的医生。他有意愿擔任此職位，以便在阿拉伯语國家的语言环境下学习阿拉伯语，并以此作为拓展自身医学知识的途径。最终，他继承了纪尧姆·贝拉德的这一职位，后者曾经担任摩洛哥苏丹阿卜杜勒·马利克和后来的艾哈迈德·曼苏尔的医生。尽管阿诺尔特·德·里斯勒并非官方的领事，他仍在摩洛哥充当法王的代理人，并在外交方面作出了贡献。他长驻于马拉喀什，而另一名法国人，纪尧姆·贝拉德的前助手，乔治斯·富尼耶，则长驻于非斯。此后，自1598年至1600年，苏丹医生的職位則由阿拉伯学家艾蒂安·休伯特·奥尔良接任。

## 法兰西公学院阿拉伯学教授时期（1598–1613）
阿诺尔特·德·里斯勒最终回到了法国以担任法兰西公学院的阿拉伯学教授，直至1613年。尽管他作为阿拉伯学教授负有教学职务，但他似乎并沒有开展固定的教学活动，而是继续致力于外交事业。 阿布达努斯是他在法兰西公学院的口譯員。
1606-1607年，法王亨利四世再次派遣阿诺尔特·德·里斯勒前往摩洛哥担任大使，以監督过往友好条约的實行。